# Enigma (phim truyền hình)
Enigma (tiếng Thái: คน มนตร์ เวท; RTGS: Khon Mon Wet; tạm dịch: Người đàn ông ma thuật) là một bộ phim truyền hình Thái Lan với sự tham gia của Metawin Opas-iamkajorn (Win) và Chanikarn Tangkabodee (Prim). Bộ phim được đạo diễn bởi Patha Thongpan, người đã cầm trịch hai dự án rất thành công trước đó là The Gifted (2018) và F4 Thailand (2021), sản xuất bởi GMMTV cùng với Parbdee Taweesuk. Bộ phim được phát sóng vào thứ Bảy hàng tuần lúc 20:30 (ICT), đồng thời trên GMM 25 và nền tảng trực tuyến Prime Video, bắt đầu từ ngày 15 tháng 7 năm 2023. Bộ phim kết thúc vào ngày 5 tháng 8 năm 2023.

## Nội dụng
Fa (Chanikarn Tangkabodee) là học sinh lớp 12 của trường Satrikurat, một trong những cơ sở giáo dục hàng đầu với các tiêu chuẩn khắt khe về thành tích học tập. Một ngày nọ, một học sinh bỗng phát điên vì áp lực và đâm giáo viên trọng thương. Trong khi nhà trường cho rằng điều này là do căng thẳng đến từ việc học tập, Fa lại nghi ngờ mọi chuyện không chỉ đơn giản như vậy, và thế giới của cô dần lộ ra những vết nứt vẫn luôn được ẩn giấu.
Khi loạt sự kiện kỳ lạ khác tiếp tục xuất hiện, chúng dường như có liên quan đến giáo viên mới tên Ajin (Metawin Opas-iamkajorn). Thoạt nhìn, anh ta có vẻ là một người bối rối và vụng về, nhưng có điều gì đó ở anh ta khiến Fa không thể làm ngơ. Khi cô dấn thân ngày càng sâu vào bóng tối, những bí ẩn dẫn cô đến một thế giới nguy hiểm hơn cả những gì cô từng nghĩ. Một thế giới mà Fa luôn cho rằng chỉ là sự tưởng tượng đơn thuần, lại bắt đầu khiến cô nhận ra với đủ niềm tin, nó hoàn toàn có thể trở thành hiện thực.

## Diễn viên

### Diễn viên chính
- Metawin Opas-iamkajorn (Win) vai Ajin Nakharittha
- Chanikarn Tangkabodee (Prim) vai "Fa" Farinda Panya-angkul

### Diễn viên phụ
- Kanyarat Ruangrung (Piploy) vai Namsine
- Sureeyares Yakares (Prigkhing) vai Yiwha
- Preeyaphat Lawsuwansiri (Earn) vai Kaohom

### Khách mời
- Manatsanan Wanichsataporn (Tammy) vai Matt (Tập 1)
- Suttikan Prommaboon (Punn) vai giọng nói bí ẩn (Tập 1)
- Sasipa Tinboonchote (Jah) vai Wan (Tập 1)
- Chalee Immak vai Hiệu trưởng (Tập 1, 4)
- Watthana Rujirojsakul (Bom) vai Giáo viên Hoá học (Tập 2)
- Nunthapak Chalermpuwadej vai Mẹ của Namsine (Tập 3, 4)
- Vachirawit Chiva-aree (Bright) vai Tul (Tập 4)
- Tipnaree Weerawatnodom (Namtan) vai Anya (Tập 4)

## Đón nhận

### Rating truyền hình và trực tuyến
| Tập        | Ngày phát sóng      | Tỷ lệ rating trung bình | X Trend (Thái Lan) | X Trend (Toàn cầu) | Ref.          |
| ---------- | ------------------- | ----------------------- | ------------------ | ------------------ | ------------- |
| 1          | 15 tháng 7 năm 2023 | 0.2%                    | 1                  | 4                  | [ 9 ] [ 10 ]  |
| 2          | 22 tháng 7 năm 2023 | 0.2%                    | 2                  | —                  | [ 11 ] [ 12 ] |
| 3          | 29 tháng 7 năm 2023 | 0.1%                    | 1                  | 8                  | [ 13 ] [ 14 ] |
| 4          | 5 tháng 8 năm 2023  | 0.2%                    | 1                  | 3                  | [ 15 ] [ 16 ] |
| Trung bình | Trung bình          | 0.175%                  | —                  | —                  | —             |

## Sản xuất
Đây là một trong 19 dự án phim truyền hình cho năm 2023 được GMMTV giới thiệu trong sự kiện "GMMTV 2023 Diversely Yours," vào ngày 22 tháng 11 năm 2022.
Sau một thời gian chuẩn bị, Enigma chính thức khởi quay vào ngày 20 tháng 2 năm 2023. Bộ phim đóng máy vào ngày 31 tháng 5 năm 2023, sau khoảng bốn tháng ghi hình.

## Giải thưởng và đề cử
| Năm  | Giải thưởng                        | Hạng mục              | Nhân vật/Tác phẩm được đề cử                                  | Kết quả   | Ref.   |
| ---- | ---------------------------------- | --------------------- | ------------------------------------------------------------- | --------- | ------ |
| 2023 | Asian Academy Creative Awards 2023 | Best Promo or Trailer | Enigma                                                        | Đoạt giải | [ 19 ] |
| 2023 | Asian Academy Creative Awards 2023 | Best Cinematography   | Supawat Morakotamporn                                         | Đoạt giải | [ 19 ] |
| 2023 | Asian Academy Creative Awards 2023 | Best Editing          | Krich Towiwat Putthipath Akhharacharoenhiran Therawit Srisiri | Đoạt giải | [ 19 ] |